# Glasögontimalia
Glasögontimalia (Malacocincla perspicillatus) är en fågelart i familjen marktimalior inom ordningen tättingar.

## Utbredning och systematik
Fågeln förekommer på Borneo och var länge känd endast från typexemplaret, insamlat någon gång mellan 1843 och 1842. Över 150 år senare återupptäcktes arten, i oktober 2020. Den har sedermera hittats på flera platser i östra delen av södra Kalimantan. Fågeln verkar vara knuten till karstskog i ett relativt litet område öster om bergskedjan Meratus.

## Status
IUCN placerade denna länge i hotkategorin kunskapsbrist, vilket innebär att det finns för lite data för att kunna göra en bedömning om dess status. Efter att arten återupptäckts kategoriseras den sedan 2024 istället som nära hotad. I dess utbredningsområde förekommer viss degradering till följd av gruvdrift och skogsbruk, men arten skyddas av dess förkärlek för oländiga skogar som är svårexploaterade.